# Erling særling - en mislykket dokumentar
Erling særling - en mislykket dokumentar er en dansk kortfilm fra 2011 instrueret af Liv Kirkeby.

## Handling
Denne artikel mangler et handlingsreferat. Hjælp os med at skrive det.